# 欧维尔
欧维尔（法語：Hauville，法語發音：[ovil]）是法国厄尔省的一个市镇，属于贝尔奈区。

## 地理
欧维尔（49°23'51"N, 0°46'16"E）面积14.69 平方千米，位于法国诺曼底大区厄尔省，该省份为法国北部内陆省份，北起滨海塞纳省，西接奧恩省和卡爾瓦多斯省，南至厄尔-卢瓦省，东临瓦兹省、瓦兹河谷省和伊夫林省。
与欧维尔接壤的市镇（或旧市镇、城区）包括：布克托、拉艾德鲁托、翁格马尔-格努维尔、勒朗丹、鲁日蒙捷、鲁托、阿尔洛讷昂塞纳。

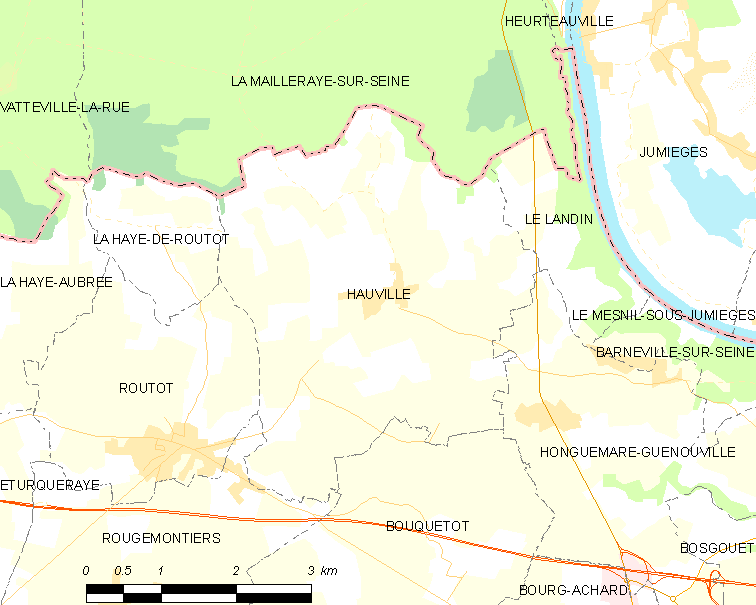
欧维尔的OSM定位图

欧维尔的时区为UTC+01:00、UTC+02:00（夏令时）。

## 行政
欧维尔的邮政编码为27350，INSEE市镇编码为27316。

## 政治
欧维尔所属的省级选区为阿沙尔堡县。

## 人口

1962-2008年间欧维尔人口变化图示

欧维尔于2022年1月1日时的人口数量为1270人。